# Excursão internacional de 1931 do Institución Atlética Sud América
Em 1931, o clube de futebol uruguaio Institución Atlética Sud América foi convidado pelo brasileiro Vasco da Gama para se apresentar no Brasil. O Uruguai, na época, era o campeão olímpico e mundial, de modo que a visita despertou bastante interesse na imprensa e sociedade brasileira. Para a excursão em solo brasileiro, a equipe contou com o reforço de jogadores de outros clubes de Montevidéu, como o Club Atlético Olimpia, Central Español Fútbol Club, Wanderers e os poderosos Peñarol e Nacional. Não obstante o oferecimento de tais jogadores, e do Sud América ser considerado pelo Jornal dos Sports como uma das melhores equipes uruguaias da época, a campanha não foi muito favorável: apenas cinco vitórias em treze jogos, sofrendo goleadas do Vasco (3–0) e do Santos (5–0). O desempenho uruguaio recebeu críticas da mídia brasileira, que classificou a equipe como "fraca" e "tecnicamente deficiente", reputando-a inferior aos principais elencos brasileiros.  Por outro lado, o time uruguaio foi elogiado pela imprensa  pelo seu cavalheirismo e jogo limpo. A excursão do Sud América decorreu entre os meses de março e abril, e a agremiação visitou as cidades do Rio de Janeiro, Belo Horizonte, Santos, Vitória, Salvador e Niterói. Foram enfrentadas tradicionais equipes brasileiras, como o Atlético Mineiro e o Bahia, além dos já citados Vasco e Santos. No total, foram disputados treze jogos, com cinco vitórias, cinco derrotas e três empates, com 27 gols marcados e 26 gols sofridos. A excursão uruguaia foi a maior excursão de um time estrangeiro em terras brasileiras até então.

## Excursão

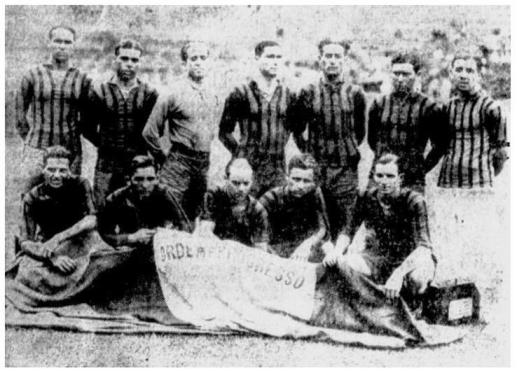
Time principal do Sud América na excursão ao Brasil.

O Sud América veio ao Rio de Janeiro a convite do Vasco. Ao zarpar de Montevidéu, o presidente da equipe platina enviou telegrama a equipe carioca, destacando o propósito de "fixar em laços fortes o espírito de confraternização entre povos irmãos". O Sud América desembarcou no Rio no dia 14 de março, a bordo do navio "Duilio". Os buzones disputaram três partidas em campos cariocas, todas no Estádio de São Januário. 
O programado era que na primeira partida a equipe enfrentasse um combinado com os principais jogadores da Associação Metropolitana de Esportes Athleticos. Os principais clubes cariocas, contudo, não forneceram seus jogadores: o Vasco na véspera da partida estava na cidade de São Paulo, enfrentando o São Paulo Futebol Clube. Também estava em São Paulo o 
Fluminense, que no mesmo dia media forças contra o Palmeiras. Já o Botafogo se recusou a ceder jogadores. Com isso, foi montado um combinado de jogadores do São Cristóvão, America, Bangu e Andarahay.
A partida ocorreu em 15 de março, e foi vencida pelos uruguaios por 3–0. A vitória do Sud América foi comemorada no Uruguai, e o time recebeu do seu país diversos telegramas de felicitações pelo resultado. A apresentação uruguaia, contudo, não impressionou a imprensa carioca: o Correio da Manhã afirmou que o Sud América era um "quadro muito homogêneo, mas fraco", uma equipe "onde não se encontra elemento de grande destaque, e que o combinado brasileiro era um "desconjunto da terceira, ou quarta ordem, sem treino, sem organização e sem as qualidades precisas para enfrentar equipes estrangeiras". Por outro lado, o jornal elogiou a lealdade dos atletas uruguaios, afirmando que "raramente temos visto em teams platinos jogo tão limpo e delicado". Já o vespertino A Noite apontou que o quadro carioca "pouca ou quase nenhuma confiança inspirava". Sobre a atuação uruguaia, o tom também foi crítico: a apresentação foi classificada como "regular", afirmando que os jogadores eram "um tanto morosos", mas com alguns "elementos que se destacam". O jornal também elogiou a postura leal da agremiação platina durante o jogo.
Após o jogo, o Sud América promoveu um jantar em um hotel, em comemoração ao seu 17º aniversário de fundação. O banquete foi oferecido à imprensa carioca, e nele estiveram presentes representantes da mídia, do Vasco e o cônsul esportivo do Uruguai, representando o Ministro uruguaio Caballero, além de alguns árbitros de futebol. Ao final do jantar, o presidente do Sud América, Leoncio Lucas, afirmou os propósitos de "sã e verdadeira amizade que sempre uniram brasileiros e uruguaios".

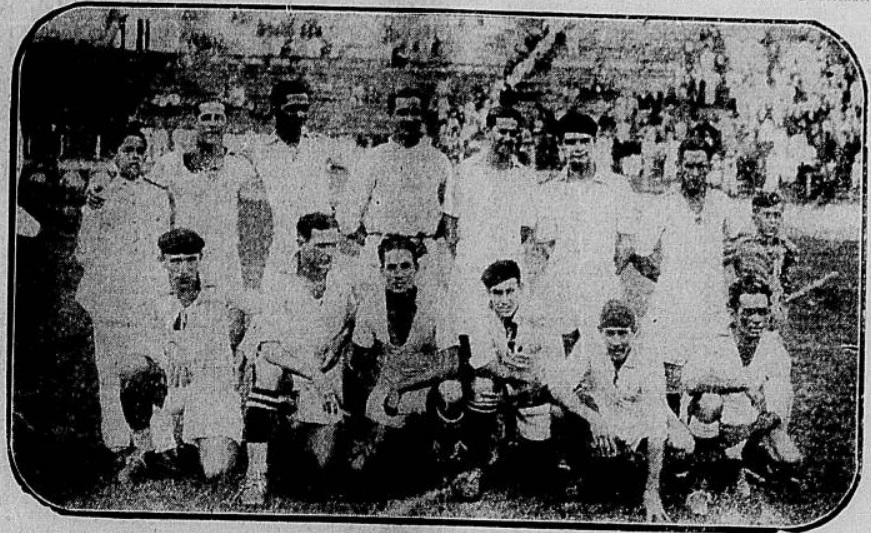
Combinado carioca na segunda partida contra o Sud América.

A segunda partida pode contar com jogadores do Vasco, Fluminense e Botafogo, além de atletas de America e Bangu. Apesar do reforço de tais equipes, o jornal Correio da Manhã argumentou que o combinado, apesar de mais forte que o primeiro elenco formado para enfrentar os uruguaios, "não representa nem de fato, nem oficialmente, a verdadeira força do futebol carioca". O paulista A Gazeta, por outro lado, argumentou que o "selecionado carioca está bem constituído", apesar de reconhecer que não se tratava da força máxima, vaticinando que a equipe carioca "tudo faz crer que vingará a derrota sofrida". A partida seria realizada no dia 20, mas teve que ser adiada para o dia 22, em razão de fortes chuvas que castigaram a cidade do Rio. O confronto foi vencido pelo combinado brasileiro por 3 a 2. Na partida preliminar, houve disputa entre o América e o São Cristóvão, vencida pelo primeiro por 3–1.
Segundo o jornal Correio da Manhã, São Januário teve um público bem grande para assistir à partida. Já A Gazeta apontou que o público, apesar de grande, deixou "claros nas vastas dependências do clube da Cruz de Malta". O Correio da Manhã, que na véspera da partida tinha criticado a composição do combinado carioca, adotou tom mais ameno em razão da vitória; escreveu que "o scratch carioca se não é o verdadeiro selecionado da cidade, é, pelo menos, o melhor que se pôde organizar atualmente". O ataque carioca, formado por uma linha de atacantes do Botafogo, foi elogiado pelo jornal. Já a atuação em particular do zagueiro Domingos da Guia e do volante Fausto dos Santos foi criticada, sendo ambos acusados de lançar "pontapés para molestar adversários", em um "atestado de selvageria, quando só recebiam provas de gentileza e de cavalherismo [dos uruguaios]".
A terceira e última partida dos uruguaios no Rio se deu contra o Vasco. Inicialmente, o clube carioca desejava pôr em campo um combinado Vasco-São Paulo. A vinda dos paulistas era aguardada com expectativa pela imprensa carioca, ansiosa para ver em ação o atacante Arthur Friedenreich. O comparecimento do São Paulo em campos cariocas, conduto, não não foi possível em razão de a equipe paulista disputar na mesma data o Torneio Início. Optou-se, então, levar a campo a equipe principal do Vasco, sem o acréscimo de jogadores de outros times. Demonstrando confiança nos vascaínos, o Jornal dos Sports escreveu que o Vasco "por si só, está em condições de enfrentar em igualdade de condições o team uruguyao". Já o A Noite apontava o Vasco como o time "mais homogêneo da cidade", ressaltando a grande expectativa pelo embate entre os dois clubes.
O confronto ocorreu em 24 de março, com vitória vascaína por 4–2. A postura dos jogadores vascaínos durante a partida foi criticada pela imprensa: segundo o Correio da Manhã, a equipe cruzmaltina foi cheia de "brutalidade e gestos descorteses". Já o jornal A Noite acusou os jogadores vascaínos de "praticar jogo violento, degenerando a contenta amistosa". A maior crítica, contudo, foi reservada à torcida vascaína, que vaiou intensamente o árbitro do jogo. Segundo O Jornal, a vaia durou dez minutos, e só terminou quando o árbitro entregou o apito a um diretor do Vasco, abandonando o campo. Sem juiz para apitar o jogo, a função foi delegada a um jogador reserva da equipe uruguaia. O comportamento da torcida foi repreendido pela imprensa; o jornal A Noite chamou o ocorrido de "incidente lamentável".
Finalizada a excursão dos buzones no Rio, a equipe partiu para Belo Horizonte, convidada pelo Atlético Mineiro. A primeira partida se deu contra um combinado mineiro, com empate em 1 a 1. Já a segunda partida foi contra o Atlético Mineiro, com vitória do Galo por 3–2.  A atuação do Atlético foi elogiada pelo jornal A Gazeta, que afirmou que "os mineiros estão se tornando dignos emulos dos paulistas e cariocas", concluindo que "o seu brilho merece aplausos".
A próxima parada foi em Santos, em disputa contra o time praiano, que inaugurava seus novos refletores; a partida viria a ser a segunda partida noturna da história do estádio da Vila Belmiro. Segundo o Jornal A Gazeta, o confronto era aguardado com expectativa, já que a equipe santista vinha abatendo "quantos adversários estrangeiros se lhe têm anteposto", em referências as vitórias contra os argentinos Atlético Tucumán e Huracán, em 1930, e contra o argentino Barracas e o uruguaio Rampla Juniors, em 1929. O Santos goleou o Sud América por 5–0. A goleada sofrida pelo Sud América, somado a seu ruim desempenho até então em campos brasileiros (6 partidas, com 4 derrotas e 2 empates), levou o jornal A Gazeta a questionar as equipes uruguaias e argentinas que vinham se apresentando no país nos últimos anos; segundo o jornal, tais países deveriam mandar "conjuntos de grande classe para visitar o Brasil, evitando assim os feios fracassos das últimas temporadas uruguaias e argentinas entre nós".
De Santos, o Sud América foi a Vitória, vencendo um combinado do estado do Espírito Santo por 3–1.  A partida por pouco não foi cancelada: o navio que trouxe os uruguaios deveria partir antes mesmo do início do jogo. O capitão do navio, contudo, aceitou zarpar depois de terminado o confronto, possibilitando que o jogo fosse disputado. Segundo o Jornal dos Sports, a Liga Espírito-santense, atual Federação de Futebol do Estado do Espírito Santo, não pagou o acordado com os uruguaios, que enviaram reclamação formal a Confederação Brasileira de Desportos.
A equipe uruguaia se dirigiu então a Salvador, onde disputou quatro jogos. A primeira partida se deu contra o Botafogo Sport Club, com empate em 1–1 e assistência calculada em 10.000 pessoas. Segundo a imprensa, partida teve lances ríspidos de ambas as equipes. O ponto alto da campanha em Salvador foi a goleada de 5–1 sobre o Bahia, a primeira partida internacional do clube baiano, que acabara de ser fundado naquele mesmo ano. O último jogo do Sud América em Salvador acabou não terminando, em razão da grande confusão que se criou em campo após o uruguaio Laino agredir o jogador brasileiro Aloysio com um soco em seu rosto. A desordem foi tamanha que a polícia teve de ser chamada para intervir, para garantir que o time uruguaio conseguisse sair de campo. O Sud América teve que ser escoltado de volta ao seu hotel. Ao final da campanha em Salvador, a Liga Bahiana, atual Federação Bahiana de Futebol, ofereceu em homenagem ao futebol uruguaio, por intermédio do Sud América, um troféu a ser disputado pelas equipes de Montevidéu. Segundo o desejo da Liga Bahiana, a taça deveria ser dada a equipe que vencesse a competição por três vezes seguidas ou seis alternadas.
Os buzones voltaram então ao Estado do Rio de Janeiro para finalizar sua excursão, disputando uma partida em Niterói, contra o Ypiranga, com vitória uruguaia por 5–3. A partida, realizada em 25 de abril, foi a primeira partida de um time estrangeiro em Niterói. Um dia depois da partida, o Sud América zarpou para o Uruguai, a bordo do navio "Almanzora".

## Partidas
| 15 de março | Combinado carioca | 0 – 3 | Institución Atlética Sud América  | São Januário, Rio de Janeiro    |
|             |                   | [ 4 ] | Lema 4', Dendi 55' e Portugal 79' | Árbitro: BRA Virgílio Fredrighi |

| 22 de março | Combinado carioca                | 3 – 2 | Institución Atlética Sud América | São Januário, Rio de Janeiro    |
|             | Nilo 23', Carlos 37', Carlos 43' | [ 9 ] | Dendi 33', Sevilla 57'           | Árbitro: BRA Rubem Portocarrero |

| 24 de março | Vasco da Gama                              | 4 – 2 | Institución Atlética Sud América | São Januário, Rio de Janeiro                        |
|             | Mattos 25', Paes 26', Paes 80', Mattos 88' |       | Matta ?', Sevilla 71'            | Árbitro: BRA Jorge Marinho e URU Carlos Scapinachis |

### Jornais

#### A Esquerda
- «Pelo "Duilio"». A Esquerda. 14 de março de 1931. Consultado em 14 de setembro de 2020 – via Biblioteca Nacional Digital

#### A Gazeta
- «Em Villa Belmiro». A Gazeta. 16 de março de 1931. Consultado em 27 de agosto de 2020 – via Biblioteca Nacional Digital

- «Cariocas x Uruguayos». A Gazeta. 19 de março de 1931. Consultado em 26 de agosto de 2020 – via Biblioteca Nacional Digital

- «As visitas dos quadros pratenses». A Gazeta. 2 de abril de 1931. Consultado em 1 de setembro de 2020 – via Biblioteca Nacional Digital

- «Tambem no Espirito Santo». A Gazeta. 14 de abril de 1931. Consultado em 1 de setembro de 2020 – via Biblioteca Nacional Digital

- «O segundo encontro entre cariocas e uruguayos». 23 de março de 1931. Consultado em 26 de agosto de 2020 – via Biblioteca Nacional Digital

- «Os uruguayos em Minas». A Gazeta. 25 de março de 1931. Consultado em 26 de agosto de 2020 – via Biblioteca Nacional Digital

- «O Sud América empatou com os mineiros - 1 a 1». A Gazeta. 28 de março de 1931. Consultado em 26 de agosto de 2020 – via Biblioteca Nacional Digital

- «Os mineiros brilham». A Gazeta. 31 de março de 1931. Consultado em 26 de agosto de 2020 – via Biblioteca Nacional Digital

#### A Noite
- «A temporada internacional do Sul America, do Uruguay». A Noite. 10 de março de 1931. Consultado em 31 de agosto de 2020 – via Biblioteca Nacional Digital

- «A delegação de football, do Sul América, chegou hoje pelo Duilio». 14 de março de 1931. Consultado em 31 de agosto de 2020 – via Biblioteca Nacional Digital

- «O Sud America fez anos hontem». A Noite. 16 de março de 1931. Consultado em 27 de agosto de 2020 – via Biblioteca Nacional Digital

- «O internacional nocturno de quinta-feira». A Noite. 16 de março de 1931. Consultado em 27 de agosto de 2020 – via Biblioteca Nacional Digital

- «A segunda exhibição do team do Sud América». A Noite. 18 de março de 1931. Consultado em 27 de agosto de 2020 – via Biblioteca Nacional Digital

- «Foi transferido para domingo o encontro internacional Sud America x Cariocas». A Noite. 20 de março de 1931. Consultado em 27 de agosto de 2020 – via Biblioteca Nacional Digital

- «O internacional de hontem no campo do Vasco». A Noite. 23 de março de 1931. Consultado em 27 de agosto de 2020 – via Biblioteca Nacional Digital

- «A despedida do Sud America». A Noite. 24 de março de 1931. Consultado em 27 de agosto de 2020 – via Biblioteca Nacional Digital

- «A despedida do Sud America». A Noite. 25 de março de 1931. Consultado em 27 de agosto de 2020 – via Biblioteca Nacional Digital

#### Correio da Manhã
- «A próxima temporada do Sud América». Correio da Manhã. 13 de março de 1931. Consultado em 26 de agosto de 2020 – via Biblioteca Nacional Digital

- «Uma saudação do Sud América de Montevideo». Correio da Manhã. 13 de março de 1931. Consultado em 26 de agosto de 2020 – via Biblioteca Nacional Digital

- «A temporada do Sud América». Correio da Manhã. 14 de março de 1931. Consultado em 26 de agosto de 2020 – via Biblioteca Nacional Digital

- «O Sul-América, de Montevidéo, derrotou um fraco combinado carioca por 3x0». Correio da Manhã. 17 de março de 1931. Consultado em 26 de agosto de 2020 – via Biblioteca Nacional Digital

- «Não se realizou o jogo de hontem no stadium do Vasco». Correio da Manhã. 20 de março de 1921. Consultado em 26 de agosto de 2020 – via Biblioteca Nacional Digital

- «Os uruguayos do Sud América jogam amanhã contra um combinado carioca». Correio da Manhã. 21 de março de 1931. Consultado em 26 de agosto de 2020 – via Biblioteca Nacional Digital

- «Um combinado carioca derrotou o Sud América por 3 x 2». Correio da Manhã. 24 de março de 1931. Consultado em 26 de agosto de 2020 – via Biblioteca Nacional Digital

- «Um jogo internacional de football». Correio da Manhã. 25 de março de 1931. p. 3. Consultado em 26 de agosto de 2020 – via Biblioteca Nacional Digital

- «Os uruguayos do Sud América derrotados em Bello-Horizonte». Correio da Manhã. 31 de março de 1931. Consultado em 26 de agosto de 2020 – via Biblioteca Nacional Digital

#### Diario Nacional
- «O Sud Ameria está repetindo as façanhas do Penarol Universitario». Diario Nacional. 29 de março de 1931. Consultado em 1 de setembro de 2020 – via Biblioteca Nacional Digital

- «O Sud America foi derrotado em Bello Horizonte». Diario Nacional. 31 de março de 1931. Consultado em 1 de setembro de 2020 – via Biblioteca Nacional Digital

- «O Santos F.C. vae aproveitar a iluminação de seu estadio para os proximos jogos internacionaes». Diario Nacional. 26 de março de 1931. Consultado em 1 de setembro de 2020 – via Biblioteca Nacional Digital

#### Jornal dos Sports
- «Uruguayos  x Cariocas». Jornal dos Sports. 15 de março de 1931. Consultado em 25 de agosto de 2020 – via Biblioteca Nacional Digital

- «Os uruguayos venceram os cariocas por 3-0». Jornal dos Sports. 16 de março de 1931. Consultado em 25 de agosto de 2020 – via Biblioteca Nacional Digital

- «O Sud-America recebendo felicitações». Jornal dos Sports. 16 de março de 1931. Consultado em 25 de agosto de 2020 – via Biblioteca Nacional Digital

- «A grande noitada internacional de amanhã». Jornal dos Sports. 18 de março de 1931. Consultado em 25 de agosto de 2020 – via Biblioteca Nacional Digital

- «Não se realizou jogo internacional». Jornal dos Sports. 20 de março de 1931. p. 1. Consultado em 25 de agosto de 2020 – via Biblioteca Nacional Digital

- «Cariocas e uruguayos». Jornal dos Sports. 23 de março de 1931. Consultado em 25 de agosto de 2020 – via Biblioteca Nacional Digital

- «O match noturno Vasco-Sud America». Jornal dos Sports. 25 de março de 1931. Consultado em 25 de agosto de 2020 – via Biblioteca Nacional Digital

#### O Jornal
- «O Vasco da Gama, vice-campeão da cidade, derrotou o "Sud America" na noite de hontem, por 4 x 2». O Jornal. 25 de março de 1931. Consultado em 27 de agosto de 2020 – via Biblioteca Nacional Digital

### Páginas da web
- Santana, Gabriel (11 de fevereiro de 2017). «Amistosos - 1930». Acervo Histórico do Santos FC. Consultado em 1 de setembro de 2020

- Santana, Gabriel (2 de fevereiro de 2017). «Amistosos - 1929». Acervo Histórico do Santos FC. Consultado em 1 de setembro de 2020

- «Giras de Sudamérica (1931 y 1958)». El AreA (em espanhol). Consultado em 4 de setembro de 2020

- «A excursão do Sud America ao Brasil em 1931». História do Futebol. Consultado em 26 de agosto de 2020